# Hoang Tuy
Hoang Tuy (vietnamita: Hoàng Tụy)  (Dien Quang, 17 de desembre de 1927 - Hanoi, 14 de juliol de 2019) va ser un matemàtic vietnamita.

## Vida i Obra
Tuy va néixer al llogaret de Xuan Dai, al districte de Dien Ban. El seu pare, que pertanyia a una família aristocràtica però pobra, va morir quan ell només tenia quatre anys. Durant la seva primera escolarització va patir una greu malaltia que el va impedir durant un any, que va aprofitar per estudiar els llibres dels seus germans. Va fer els estudis secundaris a Huế (a l'actual Liceu Quoc Hoc que aleshores es deia Escola Khai Dinh) i els va acabar el 1945 com alumne extern ja que la seva malaltia el va impedir d'assistir a totes les classes. Amb l'esclat de la guerra d'alliberació contra els francesos la seva vida es va fer força complicada: va haver d'abandonar els estudis universitaris iniciats a Hanoi i va fer de professor de matemàtiques a l'escola Le Khiet de Quang Ngai. Durant aquesta època va escriure un popular llibre de geometria que va ser editat pel Việt Minh, el primer (i potser únic) llibre de matemàtiques editat per un grup guerriller.
El 1951, sabent que el científic Le Van Thiem havia retornat d'Europa al Vietnam per a donar suport a la lluita d'alliberament, va iniciar una llarga caminata cap al nord, només proveït dels seus llibres, d'arròs i de sal. Fins a 1954 va ser professor a les escoles superiors que el govern de Vietnam del Nord havia creat a Nanning (Xina). El 1955 va ser traslladat a Hanoi per treballar al ministeri d'ensenyament i, paral·lelament, donar classes de matemàtiques a la universitat de Hanoi. El 1957 va ser enviat a la Unió Soviètica per ampliar estudis i es va doctorar a la universitat Estatal de Moscou el 1959, amb una tesi d'anàlisi real, dirigida per Dmitri Menxov i Georgi Shilov.
Tot i que el seu interés inicial va ser en l'anàlisi matemàtica, aviat va anar dirigint els seus treballs de recerca cap a la investigació operativa, tema en el qual va aprofundir en dues visites a l'economista i premi nobel soviètic Leonid Kantoróvitx a la universitat de Novossibirsk el 1962 i el 1964. A partir d'aleshores es va dedicar a aplicar mètodes d'optimització matemàtica a tota mena de processos econòmics, industrials o socials.
Els últims anys de la seva vida, a partir de 1995 aproximadament, es va centrar en la revitalització de l'ensenyament i de la ciència en el seu país. El 2019, l'any de la seva mort, es va publicar la seva autobiografia amb el títol de Xin Được Nói Thẳng (Si us plau, parlem amb franquesa).
Tuy va ser un líder mundial en la recerca sobre optimització global i, per això, va ser professor invitat a nombroses universitats d'arreu del mon. A més de dos llibres fonamentals en aquest camp, el professor Tuy va publicar més de cent-cinquanta articles científics.